# Inclinomètre
 (octobre 2013).
Si vous disposez d'ouvrages ou d'articles de référence ou si vous connaissez des sites web de qualité traitant du thème abordé ici, merci de compléter l'article en donnant les références utiles à sa vérifiabilité et en les liant à la section « Notes et références ».

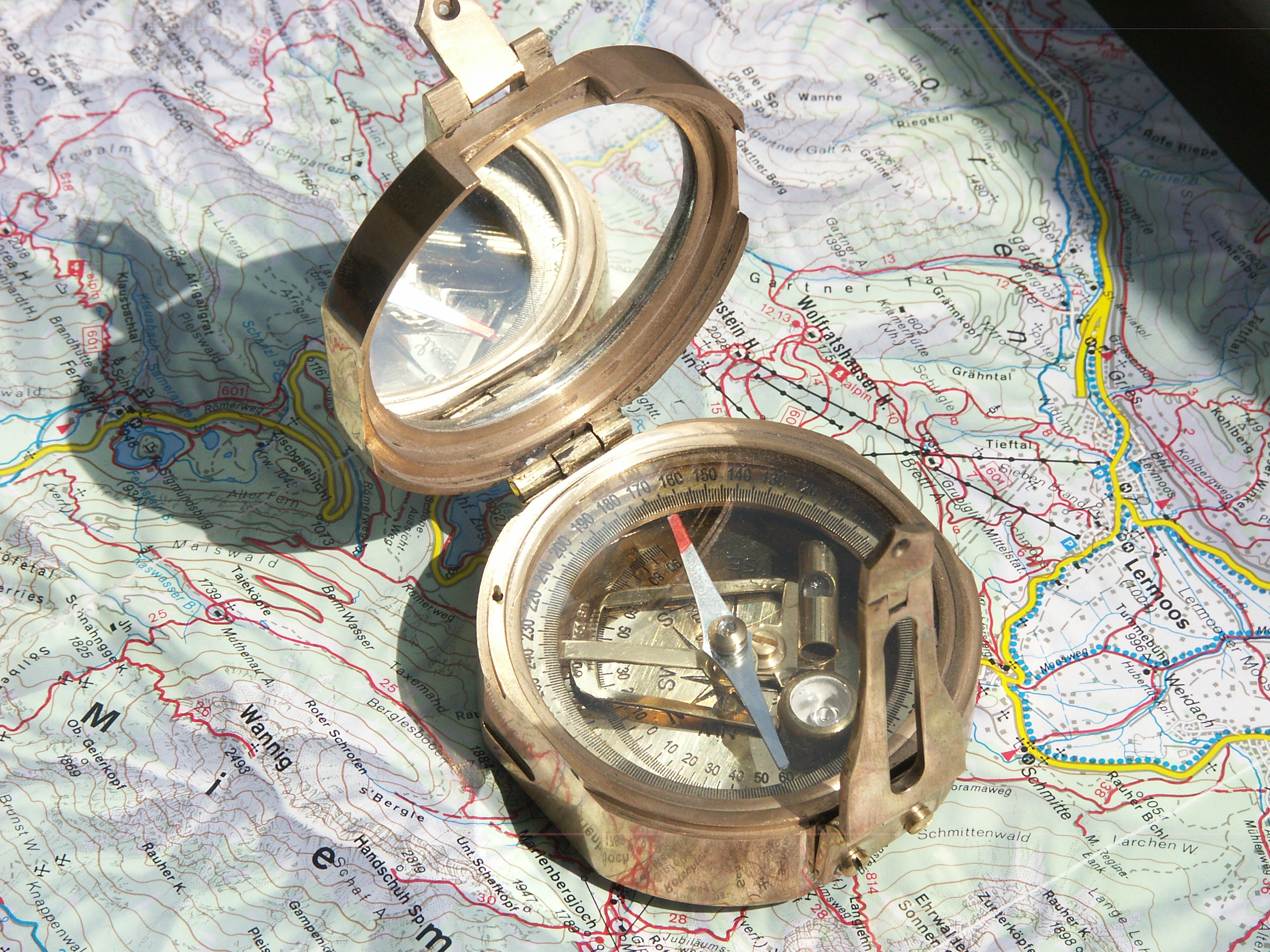
Boussole avec inclinomètre incorporé réglable par niveau à bulle.

Un inclinomètre (ou clinomètre) est un capteur servant à mesurer des angles par rapport à la ligne d'horizon (ou horizontale).
Là où le niveau à bulle (ou niveau) permet de détecter précisément où se situe l'horizontale, l'inclinomètre détermine en plus l'angle d'inclinaison par rapport à cette ligne horizontale.

## Caractéristiques déterminantes
Ce capteur peut aussi être un instrument de mesure. En plus des caractéristiques classiques des capteurs, voici une liste (non exhaustive) des caractéristiques supplémentaires qui font sa spécificité :
- sensibilité transverse
- type de sortie : proportionnelle à l'angle / au sinus de l'angle.

## Principales technologies

### Pendule simple
Dans ce cas, l'inclinomètre est un capteur passif. L'aiguille est solidaire du pendule et indique l'inclinaison en coulissant sur un cadran. Ces objets sont simples et ne nécessitent pas d'apport extérieur d'énergie ; leur précision est faible.

### Inclinomètre à pendule asservi

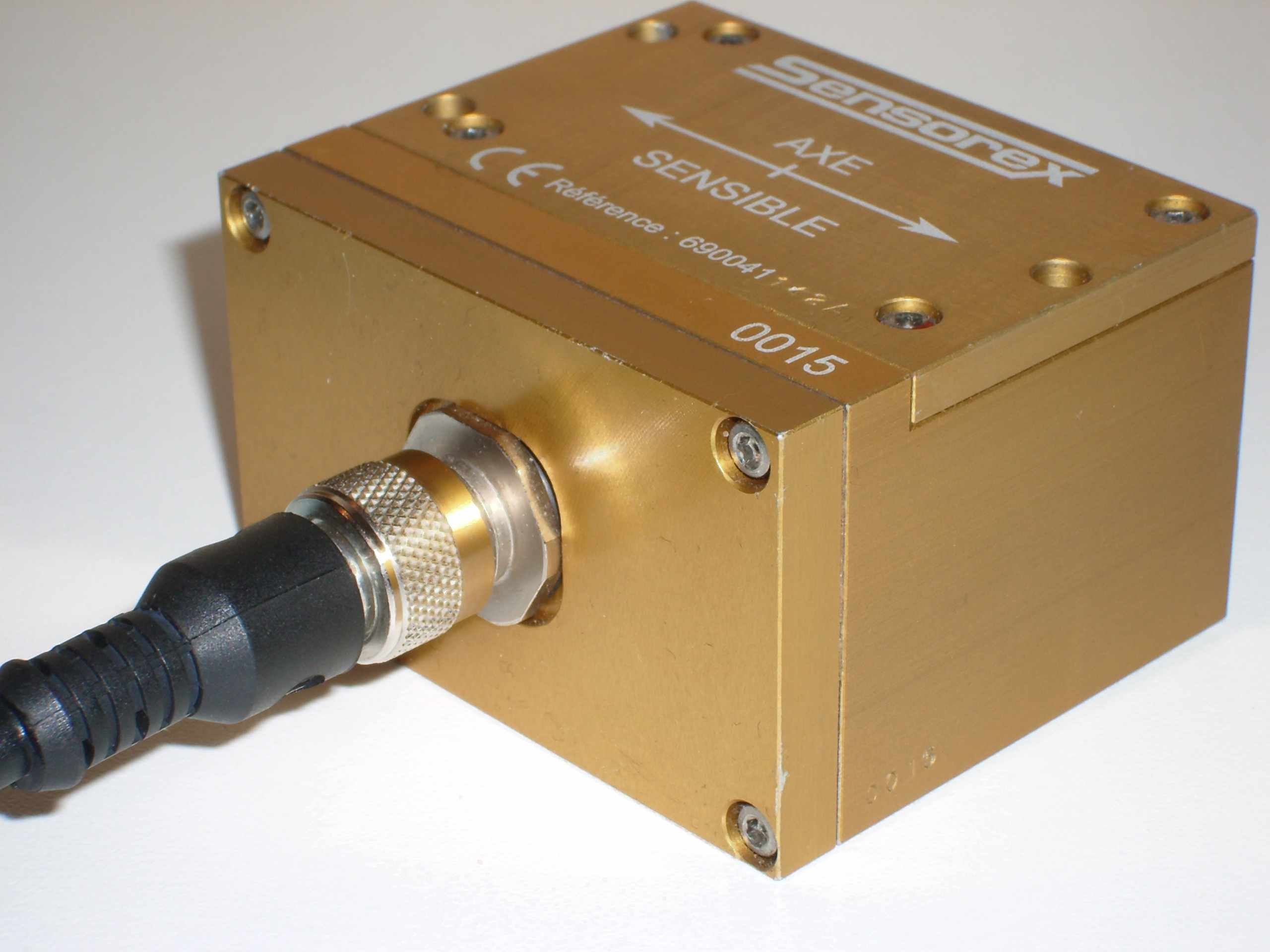
Inclinomètre asservi à galvanomètre balourdé.

Cet appareil est alors un système mécatronique. Il présente l'avantage de fournir une très bonne précision. Mais outre son prix élevé, il a l'inconvénient d'avoir de la difficulté à donner une mesure précise aux alentours de 90 degrés.

### Inclinomètre silicium
Ici, le capteur est formé d'un élément sensible et d'une électronique de conditionnement du signal. L'élément sensible est un système micro usiné sur silicium, généralement constitué d'un peigne capacitif se déformant en fonction de l'action de la gravité. Ce sont des appareils peu chers, mais d'une précision moyenne, qui ont également de la difficulté à donner une mesure précise aux alentours de 90 degrés.

## Surface de référence
Il s'agit en général d'une des faces de l'appareil. C'est celle avec laquelle l'inclinomètre est étalonné.

## Utilisation

### Alpinisme
- Mesure d'une pente

### Astronomie
- Permet de situer les astres

### Bâtiment et travaux publics
- Surveillance de structures

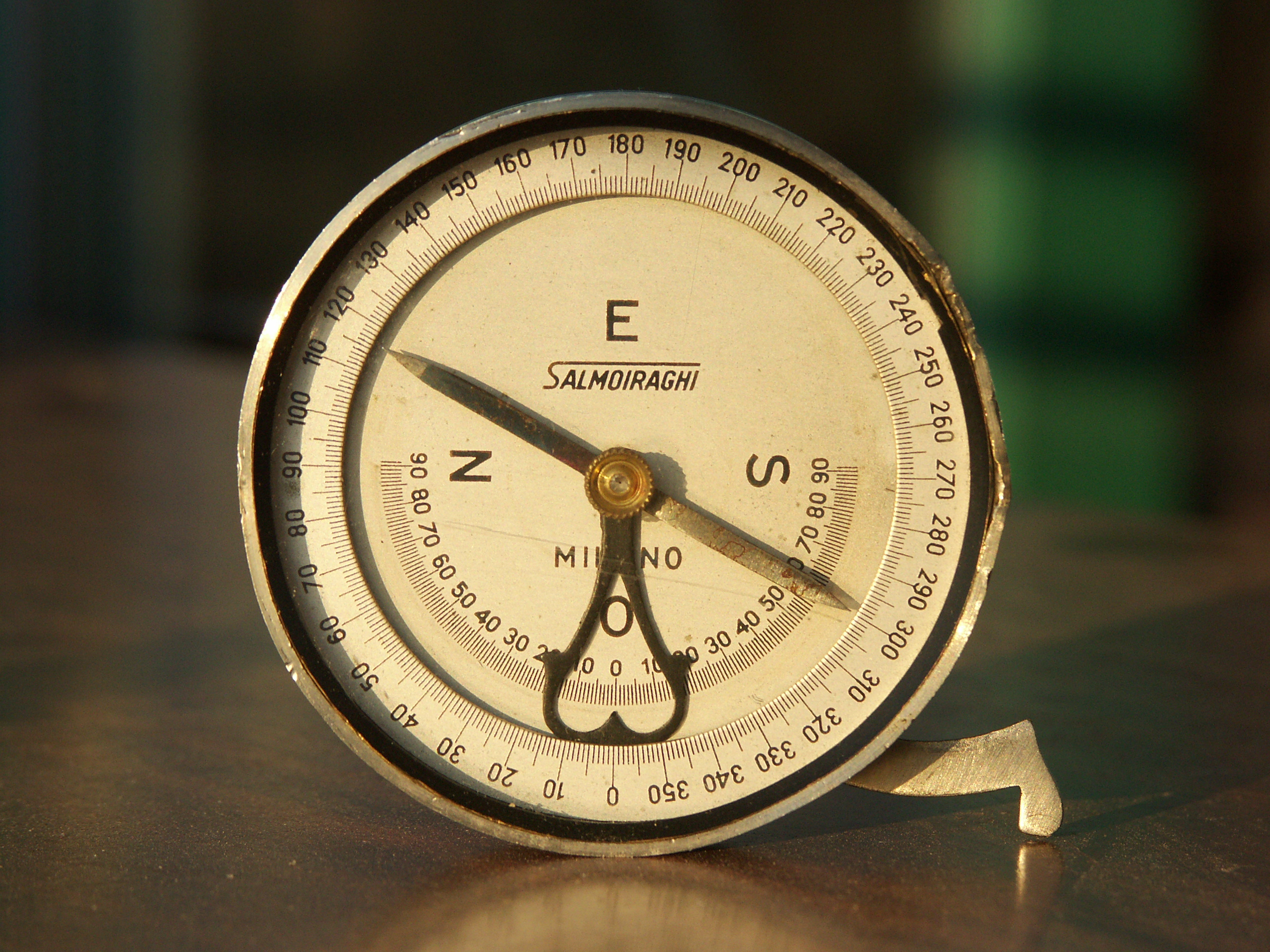
Boussole ancienne de géomètre avec inclinomètre (l'ergot rabattable définit une droite tangente au boîtier en regard du point zéro).

- Construction de routes (dévers dans les courbes...)
- L'inclinomètre permet de refuser des fonctions à un engin de chantier qui serait sur une pente trop inclinée

### Géologie
- Mesure de la position dans l'espace d'un plan en donnant une indication de pendage, pour une couche (stratification, schistosité, faille...) ou une ligne (strie de faille, linéation minérale...). Il est indissociable de l'utilisation de la boussole[réf. nécessaire].

### Industrie
- Mise à l'horizontale de bâtis de machines
- Dimensionnement de capteurs solaires actifs ou passifs : sert à mesurer les masques qui font de l'ombre. Le masque est ensuite reporté sur la course apparente du Soleil.

### Militaire
- Mesure de l'inclinaison de la tourelle d'un char avant le tir

### Météorologie
- Mesure de l'angle sous lequel on observe la tache lumineuse produite sur la base d'un nuage par un projecteur de plafond.

### Navigation

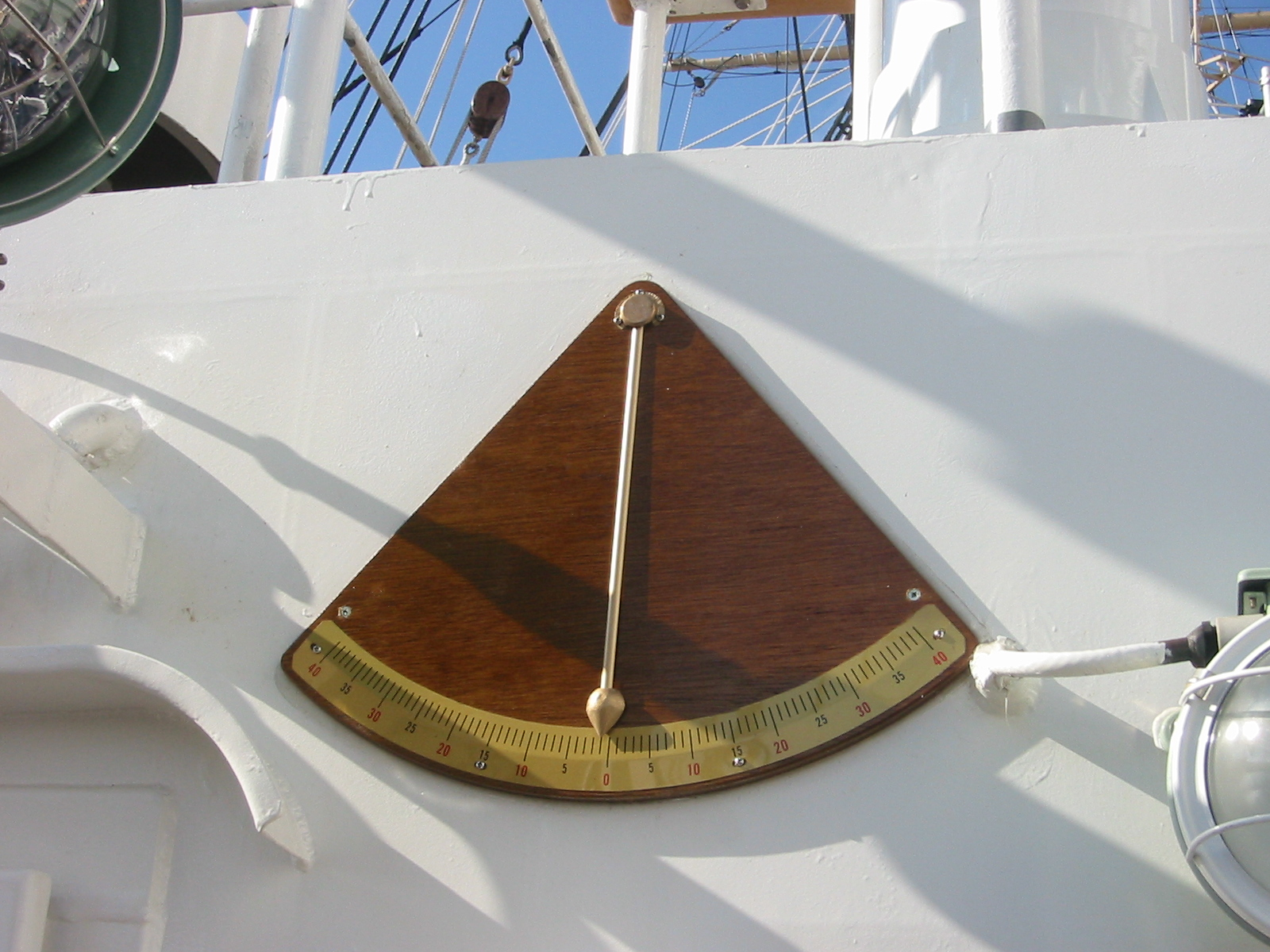
Inclinomètre extérieur sur un navire.

- Mesure de l'inclinaison transversale (la gîte) d'un bateau. Ce dispositif rudimentaire ancien est adossé à une cloison et étalonné (réglage du zéro) avant fixation définitive. Il peut s'avérer utile sur un grand navire dans un compartiment fermé comme la salle des machines, le mécanicien peut corriger la gîte au degré près lorsqu'il effectue des transferts de liquides de ballast latéral à ballast latéral.

### Ophtalmologie
- Jauge de la torsion des méridiens oculaires

### Recherche scientifique et industrielle
- Positionnement de dispositifs à l'horizontale
- Mesure d'inclinaisons des systèmes étudiés

### Spéléologie
- Relèvement des pentes des conduits souterrains lors des travaux de topographie souterraine

### Sylviculture
- Mesure des pentes et des hauteurs d'arbres (on l'appelle dendromètre dans ce dernier cas)